# 가미나리오코시
가미나리오코시(일본어: 雷おこし)는 쌀을 일단 찐 후 부풀린 것에 물엿, 설탕, 땅콩 등을 섞어 굳힌 과자이다. 에도 시대 후기에, 아사쿠사 카미나리몬 근처 노점상이 행운을 빌기 위한 물건으로서 판 것 유래로 알려져 있으며, 아사쿠사 명물 토산품으로 알려져있다.